# 1993 VR3
1993 VR3 är en asteroid i huvudbältet som upptäcktes den 11 november 1993 av de båda japanska astronomerna Seiji Ueda och Hiroshi Kaneda i Kushiro.
Asteroiden har en diameter på ungefär 15 kilometer och den tillhör asteroidgruppen Hygiea.